# Shramana

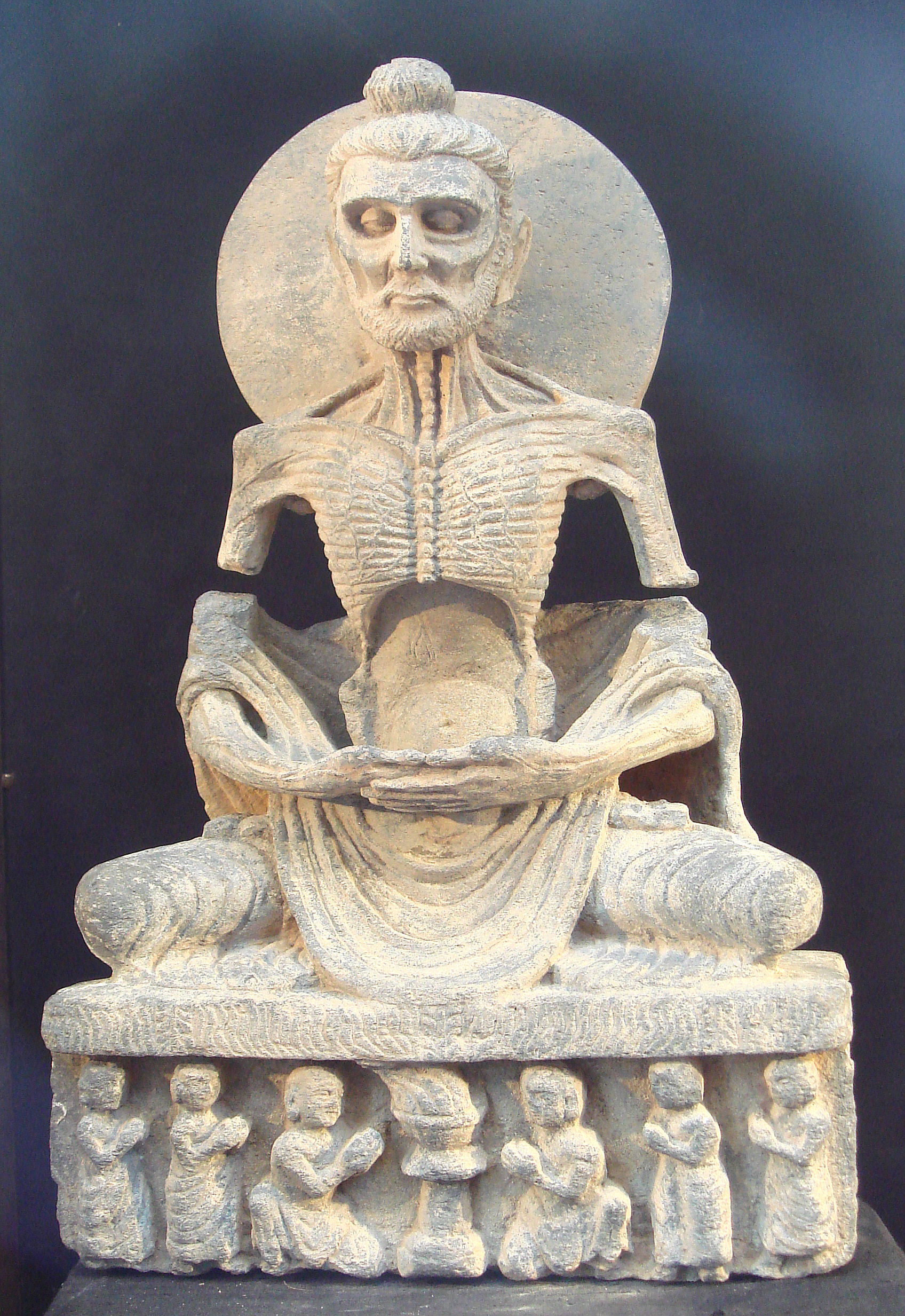
Image montrant un Sramana

Un śramaṇa  ou shramane (en sanskrit ou hindi श्रमण), ou samaṇa (en pali), est un moine errant dans certaines traditions ascétiques de l'Inde antique, incluant le jaïnisme, le bouddhisme et la religion Ājīvika aujourd'hui disparue.
Un śramaṇa est une personne qui accomplit des actes de mortification et d'austérité. Le but de tout śramaṇa est d'échapper au cycle des renaissances, vu comme cause de la souffrance. En accord avec cette définition, quiconque, quelle que soit sa caste, sa race ou sa culture pourrait devenir śramana et ainsi obtenir le salut. Mahāvīra, le 24e Jina Tîrthankara, et  Siddhartha Gautama (Bouddha) ont été les chefs des shramanas de leur ordre. Selon les littératures bouddhique et jaïne, il y avait d'autres sectes de śramaṇas.

## Étymologie
le mot sanskrit śramaṇa est dérivé de la racine verbale śram "'exercer, effort, travail".  Śramaṇa signifie donc "une personne qui s'efforce". Une des occurrences les plus anciennes de ce terme se trouve dans le Taittiriya Aranyaka (en).

## Définition des śhramanes selon Ashoka
"Les śhramanes : (1) sont célibataires ; (2) renoncent à la vie domestique;3) mènent une vie itinérante, du moins idéalement, (bien qu’à l’époque d’Ashoka beaucoup aient pu vivre dans des monastères) ; (4) font vœu de pauvreté, quêtent leur nourriture quotidiennement et n’ont pas le droit de faire des provisions ; (5) renoncent à l’usage du feu et doivent donc mendier pour obtenir la cuisson de leurs aliments ; (6) vont nus, ou dans des robes d’un ocre soutenu, idéalement faites de haillons.

## Mouvement Śramaṇa
Plusieurs mouvements sont mentionnés au Ve siècle av. J.-C. Différentes traditions, alternatives à la tradition védique, en sont dérivées. L'idéal de l'errance a commencé à changer très tôt dans le bouddhisme, lorsque les bhikṣu se sont mis à vivre dans des monastères nommés vihāra ou ārāma, au départ des refuges saisonniers pour la saison des pluies, puis des résidences permanentes. Dans le Jaïnisme médiéval, la tradition d'errance disparut tôt également, mais fut ravivée au XIXe siècle. Quelques réformes identiques eurent lieu dans le bouddhisme.
Certains symboles et termes sont communs au Jaïnisme et Bouddhisme :
- Symboles : caitya, stûpa, dharmacakra
- Termes : arhat, nirvāna, saṅgha, ācārya, Jina etc.

Le terme pudgala est commun aux deux religions mais a un sens totalement différent, ce qui occasionne de nombreuses confusions du fait de la proximité des traditions.

## Śramaṇas dans la littérature occidentale
Les śramanas apparaissent assez tôt dans la littérature occidentale bien que sous une forme imprécise.

### Mégasthène (vers 340 - 282av. J.-C.)
Envoyé en tant qu'ambassadeur auprès du roi Chandragupta Maurya par Séleucos Ier, Mégasthène vit 10 ans en Inde et écrit son Indika, dans lequel sont mentionnés les sarmanès. Il est le premier à les différencier des brahmanes au sein de la catégorie des gymnosophistes.

### Nicolas de Damas (64av. J.-C.-14?)
Nicolas de Damas est célèbre pour avoir reçu l'ambassade d'un roi indien nommé Pandion durant la période du Royaume Pandyan antérieur (en). La documentation historique ou, selon d'autres, adressée à Auguste par Porus autour de l'an 13 à Antioche. L'ambassade était porteuse d'une lettre diplomatique en grec, et l'un de ses membres était un sarmano (Σαρμανο) qui se serait, plus tard, immolé à Athènes conformément à sa foi. Cet événement indique que des bouddhistes opposés aux brahmanes hindouistes circulaient dans le Levant du temps de Jésus Christ.

### Clément d'Alexandrie (150-211)
Clément d'Alexandrie fait plusieurs références aux sramanas, toujours dans le contexte bactrianais et indien.

### Porphyre de Tyr (233-305)
Porphyre de Tyr a décrit en détail les habitudes des sramanas (qu'il appelle samanaéens). Il dit avoir obtenu ses informations du « Babylonien Bardesane d'Édesse, qui vivait du temps de nos pères et était familier avec ces Indiens qui, avec Damadamis, furent envoyés à César ». Selon lui, les gymnosophistes se décomposent en deux sectes : les brahmanes, qui reçoivent la sagesse divine en héritage, et les samanéens, qui reçoivent la sagesse divine en tant qu'élus. Ces samanéens abandonnent leur village, et par conséquent leur vie (enfant, femme, propriétés...), et vivent dans des temples construits par les rois où ils passent leur temps à converser au sujet de la divinité. Ils ont un grand respect de la mort, endurent avec patience leur temps présent, et espèrent libérer leur âme du corps. Le plus souvent, ils semblent être en paix, ni préoccupés par les démons ni par la perspective de leur mort.

### Hermann Hesse (1877-1962)
Dans le célèbre roman de Hermann Hesse intitulé Siddhartha, le personnage principal éponyme est un śramana dans sa jeunesse.

### Articles liés
- Ajivika
- Jaïnisme
- Comparaison entre le jaïnisme et le bouddhisme
- Bouddha dans l'hindouisme